# Kraftwerk Kindaruma
Das Kraftwerk Kindaruma (englisch Kindaruma power station) ist ein Laufwasserkraftwerk auf der Grenze zwischen den Countys Embu und Machakos in Kenia. Es ist am längsten Fluss Kenias, dem Tana, gelegen.
Das Kraftwerk wurde 1968 in Betrieb genommen. Es ist im Besitz der Kenya Electricity Generating Company (KenGen), wird aber von der Tana River Development Authority (TARDA) betrieben. Kindaruma war das erste größere Wasserkraftwerk, das nach der Unabhängigkeit Kenias errichtet wurde.

## Absperrbauwerk
Das Absperrbauwerk besteht aus einem Stein- und Erdschüttdamm mit einer Höhe von 24 m. Die Länge der Dammkrone beträgt 549 m. Der Staudamm verfügt über eine Hochwasserentlastung mit drei Toren.

## Stausee
Bei Vollstau erstreckt sich der Stausee über eine Fläche von rund 2,4 km² und fasst 16 Mio. m³ Wasser.

## Kraftwerk
Das Kraftwerk Kindaruma ist mit einer installierten Leistung von 72 MW eines der mittelgroßen Wasserkraftwerke in Kenia. Die durchschnittliche Jahreserzeugung schwankt mit der Wasserführung des Tana: sie lag im Jahre 2008 bei 157 Mio. kWh und im Jahre 2007 bei 241 Mio. kWh.
Seit Juli 2013 sind drei Kaplan-Turbinen mit einer Leistung von jeweils 24 MW in Betrieb. Die zugehörigen Generatoren leisten jeweils 28,2 MVA. Die Nenndrehzahl der Turbinen liegt bei 214,3/min. Die Generatoren haben eine Nennspannung von 11 kV. In der Schaltanlage wird die Generatorspannung von 11 kV mittels Leistungstransformatoren auf 132 kV hochgespannt.
Die maximale Fallhöhe beträgt 36 (bzw. 32) m.

### Ausbau
Die ersten beiden Kaplan-Turbinen wurden 1968 (mit einer Leistung von jeweils 20 MW zum damaligen Zeitpunkt) in Betrieb genommen. Bei der Errichtung des Kraftwerks wurden auch bereits Vorkehrungen für die Installation einer dritten Maschine getroffen; aufgrund mangelnder Stromnachfrage zu dieser Zeit wurde jedoch davon abgesehen.
Im Januar 2010 beauftragte KenGen die Andritz AG damit, eine dritte Maschine mit 24 MW Leistung zu installieren sowie die Leistung der ersten beiden Turbinen auf jeweils 24 MW zu erhöhen. Die zusätzliche Maschine ging im Juni 2012 ans Netz; die restlichen Arbeiten wurden dann bis Juli 2013 abgeschlossen. Die Erweiterung wurde zum Teil durch die KfW finanziert. Der Auftragswert lag ursprünglich bei 3,93 Mrd. KES. Die Gesamtkosten nach Abschluss der Arbeiten liegen aber bei 4,6 (bzw. 5,4 oder 6,3) Mrd. KES.

## Sonstiges
Das Kraftwerk ist Teil einer Kette von fünf Wasserkraftwerken am Tana – Masinga, Kamburu, Gitaru, Kindaruma und Kiambere – die zusammen eine installierte Leistung von 567 MW haben. In den 1970er-Jahren wurden Machbarkeitsstudien für den Ausbau der Wasserkraft am Tana durchgeführt, die eine Kaskade von elf Kraftwerken vorsahen. Davon wurden aber bisher nur die obigen fünf realisiert.